# San Luis (Antioquia)

Bandeira de San Luis.

Localização de Dan Luis, no departamento de Antioquia.

San Luis é uma cidade e município da Colômbia, no departamento de Antioquia. Dista 124 quilômetros de Medellín, a capital do departamento, e possui uma superfície de 453 quilômetros quadrados.